# Simple Things (Amy Grant)
Simple Things è il dodicesimo album in studio della cantante statunitense Amy Grant, pubblicato nel 2003.

## Tracce
1. Happy – 4:10 (Amy Grant, Holly Lamar, Jerry McPherson, Keith Thomas)
2. Eye to Eye – 3:58 (Grant, Thomas)
3. Simple Things – 3:58 (Grant, Dillon O'Brian, William Owsley, Thomas)
4. Beautiful – 4:11 (Austin Cunningham, Trina Harmon)
5. Out in the Open – 4:37 (Grant, Chris Eaton)
6. I Don't Know Why – 3:31 (Grant, Wayne Kirkpatrick)
7. Looking for You – 4:12 (Grant, Thomas)
8. Touch – 3:28 (Grant, McPherson, O'Brian, Owsley, Thomas)
9. Innocence Lost – 4:20 (Ron Hemby)
10. After the Fire – 3:21 (Grant)